# 鼴形鼠亞科
鼴形鼠亞科（Spalacinae），哺乳綱、囓齒目、鼴形鼠科的一亞科，而與鼴形鼠亞科（白小鼴形鼠）同科的動物尚有鼴形鼠屬（大鼴形鼠）、鱗尾松鼠科、莖鼠屬（短尾莖鼠）等之數種哺乳動物。